# 產後護理
產後護理是指針對分娩女性所做的護理工作，而這段時期也叫產褥或產褥期。該護理工作視各地民情，經濟等因素，而有不同的照料方式。例如中國或越南等亞洲國家即有名稱為坐月子的產後護理工作，該工作過程且有相當多類型的護理禁忌等。不過即使在歐美國家，產後護理亦日漸受重視，例如防治產後憂鬱症亦可視為產後護理的新目標之一。